# Ladingsdichtheid
De ladingsdichtheid van een voorwerp of oppervlak is de hoeveelheid elektrische lading per lengte, oppervlak of volume. Afhankelijk van dit laatste, is de SI-eenheid coulomb per meter (C/m), per vierkante meter (C/m²), of kubieke meter (C/m³). Hoe meer lading er zit op een voorwerp, hoe groter zijn ladingsdichtheid. Het teken hangt af van het teken van de aanwezige ladingen. Typisch hangt de ladingsdichtheid ook af van de positie.

## Klassieke ladingsdichtheid
Typisch wordt de ladingsdichtheid per lengte-eenheid genoteerd met λ. Voor een oppervlak met lading gebruikt men dan weer σ, en in het geval van een bepaalde lading per volume-eenheid gebruikt men doorgaans de letter ρ.

### Homogene ladingsdichtheid
Indien de ladingsdichtheid van een object niet afhangt van de positie op het voorwerp, spreekt men van een homogene ladingsdichtheid. In dat geval is de totale lading van het voorwerp gegeven door de ladingsdichtheid van het voorwerp maal zijn grootte. Meer expliciet: voor een voorwerp met lengte L en lading per lengte λ, is de totale lading
{\displaystyle Q_{\text{tot}}=L\lambda }
Voor een voorwerp met oppervlak A en ladingsdichtheid σ, is de totale lading
{\displaystyle Q_{\text{tot}}=A\sigma }
En voor een voorwerp met volume V en ladingsdichtheid ρ tot slot, is
{\displaystyle Q_{\text{tot}}=V\rho }

### Plaatsafhankelijke ladingsdichtheid
Het kan echter ook voorkomen dat de ladingsdichtheid afhangt van de positie. Typisch is voor een oppervlak de ladingsdichtheid groter op plaatsen waar de kromming van het oppervlak groter is. Een naald waarop een elektrische lading staat, heeft dus de grootste ladingsdichtheid ter hoogte van de punt van de naald. Dit is een gevolg van het feit dat statische elektriciteit zich ophoopt in de uiteinden van een voorwerp. (Noot: Dit effect is ook de reden dat de haren van een persoon waarop een elektrische lading is aangebracht, zoals bijvoorbeeld met behulp van een vandegraaffgenerator, overeind gaan staan. Een aanzienlijk deel van de ladingen beweegt zich naar de haren, welke in zekere zin een uiteinde van het lichaam zijn, de haren stoten elkaar daardoor af, en komen overeind te staan.)
In de drie gevallen van hierboven is de totale ladingsdichtheid voor een plaatsafhankelijke ladingsdichtheid gegeven door
{\displaystyle Q=\int \limits _{L}\alpha _{q}({\vec {r}})\,\mathrm {d} l}
{\displaystyle Q=\int \limits _{S}\sigma _{q}({\vec {r}})\,\mathrm {d} S}
{\displaystyle Q=\int \limits _{V}\rho _{q}({\vec {r}})\,\mathrm {d} V}
waarbij L, S en V de geladen lijn, oppervlak en volume voorstellen. De letter {\displaystyle {\vec {r}}} geeft de plaatsafhankelijkheid weer. Merk op dat de integraal in de laatste twee gevallen een meervoudige integraal is, lopend over het gehele oppervlak/volume. Voor het berekenen van zo een integraal is typisch een parametrisatie van het betreffende voorwerp nodig.

## Ladingsdichtheid in kwantummechanica
In de kwantummechanica, is de ladingsdichtheid van een golffunctie {\displaystyle \psi ({\vec {r}})} gegeven door
{\displaystyle \rho _{q}({\vec {r}})=q\cdot |\psi ({\vec {r}})|^{2}}
De golffunctie dient genormaliseerd te zijn als
{\displaystyle Q=q\cdot \int |\psi ({\vec {r}})|^{2}\,\mathrm {d} {\vec {r}}}

## Toepassing
De ladingsdichtheid komt voor in de continuïteitsvergelijking van elektromagnetisme. Deze vergelijking beschrijft het feit dat totale elektrische lading behouden is.
De ladingsdichtheid kan worden gebruikt om de stroomsterkte I te berekenen met de formule I = e · v · A · n, waarbij n de ladingsdichtheid voorstelt, e de elementaire lading is, v de driftsnelheid van de elektronen en A de doorsnede van de geleider.